# Giuseppe Tortora
Giuseppe Tortora (Ferrara, 4 giugno 1921 – 27 novembre 1977) è stato un politico italiano.

## Biografia
Sindacalista della CGIL, fa parte della segreteria provinciale della Camera del Lavoro di Ferrara dal 1953 al 1963.
Viene eletto al Senato della Repubblica con il Partito Socialista Italiano nel 1963. Conferma il seggio a Palazzo Madama anche nel 1968 nella lista PSI-PSDI Unificati; dal marzo 1970 al febbraio 1972 fa parte, come sottosegretario al Ministero dell'Agricoltura delle Foreste, del Governo Rumor III e poi del Governo Colombo. Viene nuovamente eletto senatore con il PSI alle elezioni politiche del 1972. Termina la propria esperienza parlamentare nel 1976.
Muore l'autunno successivo all'età di 56 anni.